# Кубок Чехії з футболу 2005—2006
Кубок Чехії з футболу 2005–2006 — 13-й розіграш кубкового футбольного турніру в Чехії. Титул втретє здобула Спарта.

## Календар
| Раунд            | Дата                         | Матчі | Клуби     |
| ---------------- | ---------------------------- | ----- | --------- |
| Попередній раунд | 23-24 липня 2005             | 19    | 131 → 112 |
| Перший раунд     | 27 липня - 16 серпня 2005    | 48    | 112 → 64  |
| Другий раунд     | 24 серпня - 9 вересня 2005   | 32    | 64 → 32   |
| 1/16 фіналу      | 21 вересня - 11 жовтня 2005  | 16    | 32 → 16   |
| 1/8 фіналу       | 26 жовтня - 1 листопада 2005 | 8     | 16 → 8    |
| 1/4 фіналу       | 12-19 квітня 2006            | 4     | 8 → 4     |
| 1/2 фіналу       | 16 травня 2006               | 2     | 4 → 2     |
| Фінал            | 19 травня 2006               | 1     | 2 → 1     |

## 1/16 фіналу
| Команда 1          | Рахунок      | Команда 2                  |
| ------------------ | ------------ | -------------------------- |
| 21 вересня 2005    |              |                            |
| Літвінов           | 1:7          | Спарта (Прага)             |
| Варнсдорф          | 0:1          | Кладно                     |
| Вікторія Жижков    | 4:3          | Слован (Ліберець)          |
| Страконіце         | 1:3          | Хмел (Блшани)              |
| Куновіце           | 2:1          | Тескома (Злін)             |
| Татран (Прахатіце) | 1:2          | Динамо (Чеське Будейовіце) |
| Мутеніце           | 1:2          | Словацко                   |
| ГФК Оломоуць       | 0:0 пен. 5:4 | Кромержиж                  |
| Колін              | 0:2          | Маріла (Пржибрам)          |
| Пардубиці          | 0:1          | Усті-над-Лабем             |
| Вітковіце          | 2:0          | Височина (Їглава)          |
| Глучін             | 0:4          | Славія (Прага)             |
| 4 жовтня 2005      |              |                            |
| Наход              | 2:3          | Градець-Кралове            |
| 5 жовтня 2005      |              |                            |
| Бистрц             | 0:1          | Брно                       |
| 11 жовтня 2005     |              |                            |
| Якубчовіце         | 0:1          | Банік (Острава)            |
| Челаковіце         | 0:5          | Тепліце                    |

## 1/8 фіналу
| Команда 1         | Рахунок      | Команда 2                  |
| ----------------- | ------------ | -------------------------- |
| 26 жовтня 2005    |              |                            |
| Кладно            | 0:2          | Спарта (Прага)             |
| Вікторія Жижков   | 2:2 пен. 4:3 | Хмел (Блшани)              |
| Куновіце          | 1:0          | Динамо (Чеське Будейовіце) |
| Градець-Кралове   | 2:1          | ГФК Оломоуць               |
| Маріла (Пржибрам) | 1:2          | Банік (Острава)            |
| Усті-над-Лабем    | 0:1          | Брно                       |
| Вітковіце         | 0:1          | Славія (Прага)             |
| 1 листопада 2005  |              |                            |
| Словацко          | 2:0          | Тепліце                    |

## 1/4 фіналу
| Команда 1       | Рахунок      | Команда 2       |
| --------------- | ------------ | --------------- |
| 12 квітня 2006  |              |                 |
| Спарта (Прага)  | 2:0          | Вікторія Жижков |
| Куновіце        | 0:2          | Банік (Острава) |
| 18 квітня 2006  |              |                 |
| Словацко        | 0:0 пен. 1:4 | Брно            |
| 19 квітня 2006  |              |                 |
| Градець-Кралове | 1:0          | Славія (Прага)  |

## 1/2 фіналу
| Команда 1       | Рахунок | Команда 2       |
| --------------- | ------- | --------------- |
| 16 травня 2006  |         |                 |
| Спарта (Прага)  | 2:0     | Брно            |
| Банік (Острава) | 2:0     | Градець-Кралове |

## Фінал
| 19 травня 2006 |

| Спарта (Прага) | 0:0      | Банік (Острава) |
| -------------- | -------- | --------------- |
|                | Протокол |                 |

| Стадіон біля Ніси, Ліберець Глядачів: 4 464 Арбітр: Дагмар Дамкова |

|                                             |     | Пенальті                          |  |
| Кадлець · Матушович · Сівок · Коня · Герзан | 4:2 | Беста · Клімпл · Слончик · Магера |  |